# Okan Yilmaz

Landesliga West

Okan Yilmaz (* 13. Oktober 1997) ist ein österreichischer Fußballspieler.

## Karriere
Yilmaz begann seine Karriere beim Innsbrucker SK. 2009 wechselte er in die Jugend des FC Wacker Innsbruck. 2012 kam er in die AKA Tirol. In der Saison 2014/15 debütierte er für die SPG Innsbruck West, eine Spielgemeinschaft bestehend aus dem Innsbrucker SK und dem SV Lohbach/Kranebitten, in der fünftklassigen Landesliga West.
Ab der Winterpause der Saison 2014/15 kam er zudem als Kooperationsspieler für die Amateure des FC Wacker Innsbruck zum Einsatz. Sein Debüt für Wacker II in der Regionalliga gab er im März 2015, als er am 18. Spieltag jener Saison gegen den TSV Neumarkt in der Startelf stand und durchspielte.
Nach über 30 Spielen für die Amateurmannschaft debütierte Yilmaz im Mai 2017 für die Profis der Tiroler in der zweiten Liga, als er am 32. Spieltag der Saison 2016/17 gegen den FC Liefering in der 89. Minute für Patrik Eler eingewechselt wurde.
Im Juni 2017 erhielt er einen Profivertrag. Mit Innsbruck stieg er 2018 in die Bundesliga auf. Mit Wacker musste er 2019 wieder aus der Bundesliga absteigen. Daraufhin verließ er Innsbruck.
Im Juli 2019 wechselte er zum Zweitligisten SK Vorwärts Steyr. In der Saison 2019/20 kam er zu 27 Zweitligaeinsätzen, in denen er acht Tore erzielte. Nach der Saison 2019/20 verließ er die Oberösterreicher wieder. Daraufhin wechselte er zur Saison 2020/21 zum Ligakonkurrenten SKU Amstetten. Beim SKU konnte er sich jedoch nicht durchsetzen und kam nur fünfmal zum Einsatz.
Im Jänner 2021 wechselte Yilmaz in die Türkei zum Zweitligisten Menemenspor. Für Menemen kam er bis zum Ende der Saison 2020/21 zu acht Einsätzen in der TFF 1. Lig. Im September 2021 wurde er an den Viertligisten Karşıyaka SK verliehen. Für Karşıyaka kam er zu zehn Einsätzen in der TFF 3. Lig, ehe die Leihe im Jänner 2022 vorzeitig beendet wurde. Danach wurde auch sein Vertrag bei Menemenspor aufgelöst. Im Februar 2022 kehrte Yilmaz daraufhin nach Österreich zurück und wechselte zum Zweitligisten SV Horn, bei dem er einen bis Juni 2022 laufenden Vertrag erhielt. Für Horn kam er zu 37 Zweitligaeinsätzen, in denen er achtmal traf. Nach der Saison 2022/23 verließ er das Team.
Im August 2023 kehrte er dann zum mittlerweile nur noch unterklassigen FC Wacker Innsbruck zurück. Dort wurde er in der Saison 2023/24 nicht nur mit 27 Toren bei 24 Meisterschaftseinsätzen überlegen Torschützenkönig, sondern gewann mit der Mannschaft auch die Tiroler Liga, was mit einer anschließenden Teilnahme an der Regionalliga Tirol ab der Spielzeit 2024/25 verbunden war.